# Cầy đốm lớn Malabar
Cầy đốm lớn Malabar (Viverra civettina) là một loài động vật có vú trong họ Cầy, bộ Ăn thịt. Loài này được Blyth mô tả năm 1862.

## Hình ảnh

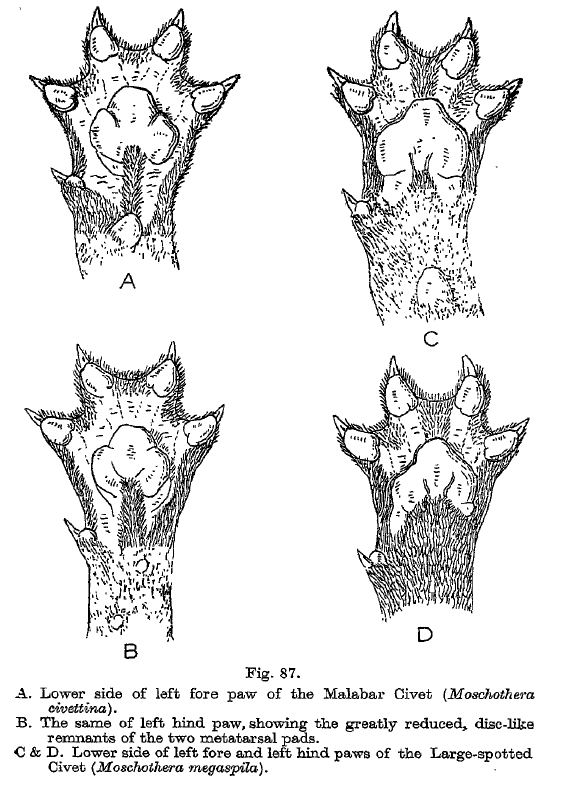